# 特撮テレビ番組一覧
- 特撮 > 特撮テレビ番組一覧
- テレビ番組一覧 > 特撮テレビ番組一覧

特撮テレビ番組一覧（とくさつテレビばんぐみいちらん）は、特殊撮影を主体としたテレビ番組の一覧。SFテレビ番組、変身ヒーローもの、怪獣ものなどが含まれる。

## 日本国内で製作された特撮番組

### 年代別
- 日本の特撮テレビ番組一覧
  - 日本の特撮テレビ番組一覧 (1950年代-1960年代)
  - 日本の特撮テレビ番組一覧 (1970年代)
  - 日本の特撮テレビ番組一覧 (1980年代)
  - 日本の特撮テレビ番組一覧 (1990年代)
  - 日本の特撮テレビ番組一覧 (2000年代)
  - 日本の特撮テレビ番組一覧 (2010年代)
  - 日本の特撮テレビ番組一覧 (2020年代)

### シリーズ別
- ウルトラシリーズ[1]
- 仮面ライダーシリーズ[1]
- スーパー戦隊シリーズ
- メタルヒーローシリーズ
- 東映不思議コメディーシリーズ
- 怪奇大作戦シリーズ
- 円谷恐竜三部作シリーズ
- スケバン刑事シリーズ
- 電エースシリーズ
- 牙狼-GARO-シリーズ
- 超星神シリーズ
- トミカヒーローシリーズ
- 琉神マブヤーシリーズ
- 鉄神ガンライザー シリーズ
- 環境超人エコガインダーシリーズ
- ガールズ×戦士シリーズ
- ドゲンジャーズシリーズ

### ジャンル別

#### 宇宙
- 宇宙Gメン
- キャプテンウルトラ
- 冒険ファミリー ここは惑星0番地
- 宇宙からのメッセージ・銀河大戦
- スターウルフ - 宇宙の勇者スターウルフ
- Xボンバー
- 宇宙犬作戦

#### メカ・SF
- 少年発明王
- マイティジャック - 戦え! マイティジャック
- 科学冒険隊タンサー5
- SFドラマ 猿の軍団
- 日本沈没
- 緊急指令10-4・10-10
- ねらわれた学園(未来からの挑戦 - NHK少年ドラマシリーズ）
- 時をかける少女(タイム・トラベラー - 続 タイム・トラベラー - NHK少年ドラマシリーズ）
- 七瀬ふたたび（NHK少年ドラマシリーズ）
- 俺はご先祖さま
- もしも、学校が…!?
- NIGHT HEAD
- BLACK OUT
- いとしの未来ちゃん
- Sh15uya
- ケータイ捜査官7
- ケイゾク
- SPEC〜警視庁公安部公安第五課 未詳事件特別対策係事件簿〜
- Q10
- O-PARTS〜オーパーツ〜
- 甲殻不動戦記 ロボサン
- ROAD TO EDEN
- ガールガンレディ
- 親愛なる僕へ殺意をこめて

#### 妖怪・ホラー
- 恐怖のミイラ
- 悪魔くん
- 河童の三平 妖怪大作戦
- 恐怖劇場アンバランス
- バンパイヤ
- ギミア・ぶれいく（『インスマスを覆う影』、『オカルト勘平』など）
- ファンタズマ〜呪いの館〜
- MMR未確認飛行物体
- ムーンスパイラル
- RHプラス
- 地獄少女
- 百鬼夜行抄
- 大魔神カノン
- 妖怪人間ベム
- 悪夢ちゃん
- WARASHI
- 地獄先生ぬ〜べ〜

#### 時代劇・忍者
- 忍者部隊月光 - 新忍者部隊月光
- 忍者ハットリくん - 忍者ハットリくん＋忍者怪獣ジッポウ
- 妖術武芸帳
- 風小僧
- 白馬童子
- 白鳥の騎士
- 魔人ハンター ミツルギ
- 仮面の忍者 赤影
- 変身忍者 嵐
- 快傑ライオン丸 - 風雲ライオン丸
- 白獅子仮面
- 行け! 牛若小太郎
- 参上! 天空剣士
- 服部半蔵 影の軍団
- 猿飛佐助
- 風魔の小次郎
- 戦国★男士
- 戦国BASARA-MOONLIGHT PARTY-
- 猿飛三世
- 荒神

#### 等身大ヒーロー
- 月光仮面
- 鉄腕アトム (実写版)
- 鉄人28号（実写版）
- 豹の眼
- 遊星王子
- 七色仮面
- 海底人8823
- 快傑ハリマオ
- アラーの使者
- ナショナルキッド
- アタック拳
- 光速エスパー
- スパイキャッチャーJ3
- 超人バロム・1
- 突撃! ヒューマン!!
- 人造人間キカイダー - キカイダー01
- 愛の戦士レインボーマン
- イナズマン - イナズマンF
- ロボット刑事
- 鉄人タイガーセブン
- 電人ザボーガー - 電人ザボーガー対恐竜軍団シリーズ
- ダイヤモンド・アイ
- 正義のシンボル コンドールマン
- 快傑ズバット
- プロレスの星 アステカイザー
- 小さなスーパーマン ガンバロン
- UFO大戦争 戦え! レッドタイガー
- スパイダーマン（東映版）
- 星雲仮面マシンマン
- 超光戦士シャンゼリオン
- 七星闘神ガイファード
- 行け!レインボー仮面対ホームレス怪人軍団
- オモチャキッド
- 魔弾戦記リュウケンドー
- ライオン丸G
- 神話戦士ギガゼウス
- 薩摩剣士隼人
- ファイヤーレオン
- 炎の天狐 トチオンガーセブン
- 超速パラヒーロー ガンディーン
- ウイングマン

#### 集団ヒーロー
- ワイルド7
- 電撃!! ストラダ5
- トリプルファイター
- アクマイザー3 - 超神ビビューン
- 宇宙鉄人キョーダイン
- ザ・カゲスター
- 忍者キャプター
- 円盤戦争バンキッド
- バトルホーク
- 兄弟拳バイクロッサー
- 電脳警察サイバーコップ
- ボイスラッガー
- 衝撃ゴウライガン!!
- ザ・ハイスクール ヒーローズ
- 特捜最前線[要出典]
- 大激闘マッドポリス'80[要出典] - 特命刑事[要出典]
- ザ・ボディガード[要出典]
- ザ★ゴリラ7[要出典]

#### 巨大ヒーロー・怪獣
- 怪獣マリンコング
- 幻の大怪獣 アゴン
- マグマ大使
- 怪獣王子
- ジャイアントロボ
- 魔神バンダー
- ジャングルプリンス
- スペクトルマン（宇宙猿人ゴリ・宇宙猿人ゴリ対スペクトルマン）
- ファイヤーマン
- ミラーマン - ミラーファイト
- レッドマン
- 行け!ゴッドマン - 行け! グリーンマン
- シルバー仮面
- アイアンキング
- サンダーマスク
- ジャンボーグA
- スーパーロボット レッドバロン - スーパーロボット マッハバロン
- 大鉄人17
- 流星人間ゾーン
- 炎の超人メガロマン
- 電光超人グリッドマン
- セーラーファイト!
- 鉄甲機ミカヅキ
- 生物彗星WoO
- MM9-MONSTER MAGNITUDE-
- 20世紀未来ロボット防衛隊テデロス
- TAROMAN 岡本太郎式特撮活劇

#### スーパーヒロイン
- 好き! すき!! 魔女先生
- 少女コマンドーIZUMI
- 美少女戦士セーラームーン（CBC・TBS系）
- 仮面天使ロゼッタ
- 千年王国III銃士ヴァニーナイツ
- サイバー美少女テロメア
- 美少女戦麗舞パンシャーヌ 奥様はスーパーヒロイン!
- 虹色定期便（97年度）
- 陰陽少女
- エコエコアザラク〜眼〜
- キューティーハニー THE LIVE
- エスパー魔美(NHKドラマ愛の詩）
- Kawaii! JeNny
- 時空警察ヴェッカーD-02 - 時空警察ヴェッカーシグナ
- デビルシャドー
- 古代少女ドグちゃん - 古代少女隊ドグーンV
- 満福少女ドラゴネット
- 好好!キョンシーガール〜東京電視台戦記〜
- 打撃天使ルリ
- 南くんの恋人
- 電影少女

#### ファンタジー・エブリデイマジック
- コメットさん
- 怪盗ラレロ
- 俺は透明人間!
- 走れ!ケー100
- それ行け!カッチン
- おてんば宇宙人
- 透明ドリちゃん
- 5年3組魔法組
- 魔女はホットなお年頃
- クレクレタコラ
- オズの魔法使い
- 丸出だめ夫
- 快獣ブースカ - ブースカ! ブースカ!!
- チビラくん
- へんしん!ポンポコ玉
- がんばれ!!ロボコン - 燃えろ!!ロボコン
- 冒険ロックバット
- ぐるぐるメダマン
- ふしぎ犬トントン
- ロボット110番
- TVオバケてれもんじゃ
- MAGISTER NEGI MAGI 魔法先生ネギま!
- 鋼鉄天使くるみpure
- 怪物くん
- 勇者ヨシヒコと魔王の城 - 勇者ヨシヒコと悪霊の鍵
- ドラゴン青年団
- ど根性ガエル
- スーパーサラリーマン左江内氏

#### 少年探偵もの
- 少年探偵団
- 少年探偵団 (BD7)
- 怪人二十面相（1977年、フジテレビ）
- まぼろし探偵
- 少年ジェット - 新・少年ジェット
- ぼくら野球探偵団
- 怪人二十面相と少年探偵団 - 怪人二十面相と少年探偵団II
- 左目探偵EYE
- 金田一少年の事件簿

#### その他
- 西遊記 - 西遊記II
- 黄土の嵐
- アストロ球団
- 赤いシュート
- はずめ!イエローボール
- FNS地球特捜隊ダイバスター
- 赤いバッシュ !
- 美味學院
- モブサイコ100
- STAND UP!ヴァンガード
- アイカツプラネット!
- ガンダムビルドリアル
- リズスタ -Top of Artists!-

## 日本国外で製作され、日本に輸入された作品

### 欧米
- アウター・リミッツ
- アトランティスから来た男
- アメリカン・ヒーロー
- ARROW/アロー
- インディ・ジョーンズ/若き日の大冒険
- インベーダー（en:The Invaders）
- 宇宙家族ロビンソン（en:Lost in Space）
- 宇宙空母ギャラクチカ（en:Battlestar Galactica）
- 宇宙船XL-5（谷啓の宇宙冒険、en:Fireball XL5）
- 宇宙船レッド・ドワーフ号（en:Red Dwarf）
- 宇宙大作戦（スター・トレック 宇宙大作戦、宇宙パトロール）
- 宇宙パトロール(西ドイツ)
- Xファイル
- 奥さまは魔女
- オデッセイファイブ
- 海底大戦争 スティングレイ（トニー谷の海底大戦争、en:Stingray (TV series)）
- KAMEN RIDER DRAGON KNIGHT
- かわいい魔女ジニー（en:I Dream of Jeannie）
- きかんしゃトーマス（en:Thomas and Friends）（第12シーズンまで）
- キャプテン・スカーレット(en:Captain Scarlet and The Mysterons)
- キャプテン・ナイス
- キャプテンパワー（en:Captain Power）
- キャプテン・ロジャース(25世紀の宇宙戦士 バック・ロジャース、スペース・レイダース、en:Buck Rogers in the 25th Century (TV series))
- GALACTICA/ギャラクティカ(バトルスター ギャラクティカ サイロンの攻撃、en:Battlestar Galactica (2004 TV series))
- 驚異のスーパー・バイク ストリートホーク(ストリートホーク、en:Street Hawk)
- 巨人の惑星（en:Land of the Giants）
- 原子力潜水艦シービュー号(原潜シービュー号 海底科学作戦、en:Voyage to the Bottom of the Sea）
- 猿の惑星（TV版）
- サンダーバード(en:Thunderbirds (TV series))
- シークエスト（en:SeaQuest DSV）
- 事件記者コルチャック
- ジョー90（en:Joe 90）
- 新宇宙空母ギャラクティカ(新宇宙空母ギャラクティカ 地球征服、en:Galactica 1980)
- 新スター・トレック(スター・トレック'88 新・宇宙大作戦)
- 人造人間クエスター（en:The Questor Tapes）
- スーパーナチュラル
- スーパーマン
- スターゲイト SG-1
- スターゲイト アトランティス
- スター・トレック ディープ・スペース・ナイン
- スターマン
- スパイダーマン
- スパイダーマン2 ドラゴンの挑戦
- スペース1999（en:Space: 1999）
- 7デイズ　時空大作戦（en:Seven Days）
- ダーク・エンジェル
- タイムトンネル
- 地球防衛軍テラホークス（en:Terrahawks）
- 地上最強の美女バイオニック・ジェミー（en:The_Bionic_Woman）
- 超音速攻撃ヘリ エアーウルフ(エアウルフ)
- 超音速ヒーロー ザ・フラッシュ
- 超人ハルク（en:The Incredible Hulk (TV series)）
- ドクター・フー（en:Doctor Who）
- 特攻野郎Aチーム
- ナイトライダー
- 謎の円盤UFO (en:UFO (TV series))
- ハイテク武装車バイパー（犯罪壊滅装甲兵器バイパー、en:Viper (TV series)）
- バビロン5（en:Babylon 5）
- パワーレンジャー
- HEROES
- ヒューマノイド・プロテクター
- V（en:V (TV series)）
- vip
- 4400 未知からの生還者
- プリズナーNo.6（en:The Prisoner）
- ブレイクス7
- 冒険野郎マクガイバー
- マスクド・ライダー
- ミステリーゾーン（トワイライトゾーン）
- ミュータントX（en:Mutant X (TV series)）
- メガ・ミンディ（en:Mega Mindy）
- ヤング・スーパーマン（en:Smallville (TV series)）
- UFO時代のときめき飛行 アメリカン★ヒーロー
- レイジータウン
- ロズウェル - 星の恋人たち
- 600万ドルの男（en:The_Six_Million_Dollar_Man）
- ロボコップ (テレビドラマ)
- ロボコップ プライム・ディレクティヴ
- ロンドン指令X（en:The Secret Service）
- ワンダーウーマン（en:Wonder Woman (television series)）
- サンダーストーン〜未来を救え!～
- 対決スペルバインダー
- 対決スペルバインダーⅡ龍の王国
- メカバース:少年とロボット

### アジア
- アーリャマーン (en:Aryamaan – Brahmaand Ka Yodha) - インド
- EREXION (ko:이레자이온) - 韓国
- 鎧甲勇士 - 中国
- ガルーダの戦士ビマ (Bima Satria Garuda) - インドネシア
- ガルーダの戦士ビマX　(Satria Garuda Bima-X) - インドネシア
- 花郎戦士マル (ko:화랑전사 마루) - 韓国
- 環境守備隊ワイルドフォース (ko:환경수비대 와일드포스) - 韓国
- 環境戦隊ゼンタフォース (ko:환경전사 젠터포스) - 韓国
- キャプテンバーベル (en:Captain_Barbell) - フィリピン
- 巨神戦撃隊 (zh:巨神戰擊隊) - 中国
- 金甲戦士 (zh:金甲战士) - 中国
- クリスタルナイツ (คริสตัล ไนท์) - タイ
- ZAIDO (en:Zaido: Pulis Pangkalawakan) - フィリピン
- 時空戦機レイフォース (ko:시공전기 레이포스) - 韓国
- シャクティーマーン (en:Shaktimaan) - インド
- 守護戦士マックスマン (ko:수호전사 맥스맨) - 韓国
- スポーツレンジャー (th:ขบวนการสปอร์ตเรนเจอร์) - タイ
- 戦闘王EX (战斗王EX) - 中国
- 太空戦士 (zh:太空戰士) - 台湾
- ダルナ (en:Darna)  - フィリピン
- 地球勇士ベクターマン (ko:지구용사 벡터맨) - 韓国
- 超装备小子K-BOY - 中国
- 天火伝説 (天火传说) - 中国
- 巴拉拉小魔仙 - 中国
- ファイティングマン - 韓国
- ファンタスティックマン (en:Fantastic_Man) - フィリピン
- 変身戦士阿龍 - 中国
- 来来!キョンシーズ (殭屍小子系列) - 台湾
- ラスティックマン (en:Lastikman) - フィリピン
- レジェンドヒーロー三国伝 (ko:레전드히어로 삼국전) - 韓国
- ロウニン (en:Rounin (TV series)) - フィリピン
- パンダマン 近未来熊猫ライダー（熊猫人）‐中国
- ボルテスV レガシー ‐フィリピン
- 無主の城〜AIに支配されたゾンビの街〜（天主之城 LAST ONE SiANDING）−中国